# Fridolin Meinl
Fridolin Meinl (* 1982 in Wien) ist ein österreichischer Schauspieler, Sprecher, Musiker und Autor.

## Leben
Fridolin Meinl wurde als viertes von fünf Kindern in Wien geboren. Er wuchs in Wien auf, wo er auch die Matura machte. Meinl, der ursprünglich Orchestermusiker werden wollte, ist gelernter Cellist. Mit sechs Jahren begann er mit dem Cellospiel. Sein Schauspielstudium, das er mit Diplom abgeschlossen hat, absolvierte er von 2003 bis 2007 an der Hochschule für Musik und Theater in Rostock.
Während seiner Ausbildung hatte er Engagements am Staatstheater Schwerin (2004, als Lysander in Ein Sommernachtstraum), am Volkstheater Rostock (2005, als Schüler Ackermann in Die Feuerzangenbowle, Regie: Matthias Brenner) und auf Kampnagel bei der Hamburger Theaterakademie (2006/07, als „verkrachter Student“ Freder in Krankheit der Jugend).
Anschließend war er von 2007 bis zum Ende der Spielzeit 2008/09 festes Ensemblemitglied am Gerhart-Hauptmann-Theater Görlitz-Zittau, wo er verschiedene Rollen des klassischen und modernen Theaters spielte, im Kinder- und Jugendtheater mitwirkte und bei den alljährlichen Weihnachtsproduktionen auftrat. Zu seinen dortigen Bühnenrollen gehörten u. a. Benvolio in Romeo und Julia, die Rollen Kater Abdullah/Sultan in Der kleine Muck, der sadistische Zahnarzt Orin Scrivello in Der kleine Horrorladen, der Artillerist Andreas Kragler in Trommeln in der Nacht, Christian de Neuvilette in Cyrano de Bergerac, den Squire Trewlaney in Die Schatzinsel und Demetrius in Ein Sommernachtstraum. In der Spielzeit 2010/11 war er am Gerhart-Hauptmann-Theater Görlitz-Zittau als Gast weiterhin engagiert und übernahm den Hofmarschall von Kalb in Kabale und Liebe, den Löwen in Der Zauberer von Oz und den Tambourmajor in Woyzeck.
2013 trat er im Wiener Kulturzentrum „Brick 5“ im Einakter Der Kontrabaß von Patrick Süskind auf. Im Januar 2014 gastierte Meinl mit Der Kontrabaß am Theater Görlitz. Mit diesem Stück trat Meinl seither an verschiedenen Spielstätten in Deutschland und Österreich immer wieder auf. In der Spielzeit 2014/15 gastierte Meinl als Sänger am Vogtlandtheater Plauen in dem Tanzstück Yesterday mit Musik von den Beatles.
Meinl arbeitete auch für das Kino, Film und Fernsehen. In Margarethe von Trottas biografischen Spielfilm Hannah Arendt (2012) hatte Meinl eine Nebenrolle als junger Hans Jonas. Im März 2015 war er im Österreichischen Fernsehen in der österreichischen Fernsehserie SOKO Donau in einer Episodenhauptrolle als Barkeeper Alex Holzmann zu sehen; er spielte den tatverdächtigen Verlobten einer jungen, aus Serbien stammenden Frau, die bei einem Briefbombenattentat ermordet wurde.
Meinl arbeitete auch als Moderator für den Internetfernsehsender „Klassik.TV“. Seit 2017 widmet er sich auch verstärkt dem Schreiben und ist einer der Autoren der ORF-Sitcom Familiensache, die 2021 in Produktion gegangen ist. Er lebt in Wien und Berlin.

## Filmografie (Auswahl)
- 2012: Hannah Arendt (Kinofilm)
- 2012: Der Turm (Fernsehfilm)
- 2012: Marie State Building (Kurzfilm)
- 2013: Hellbunt bis grellschwarz (Kurzfilm)
- 2015: SOKO Donau – Unter Haien (Fernsehserie)